# Listă de conducători de stat din 655
651 - 652 - 653 - 654 - 655 - 656 - 657 - 658 - 659
Aceasta este o listă a conducătorilor de stat din anul 655:

## Europa
- Anglia, statul anglo-saxon Bernicia: Oswiu (rege, 643-655; ulterior, rege în Northumbria, 655-671)
- Anglia, statul anglo-saxon Deira: Ethelwald (rege, 652-655)
- Anglia, statul anglo-saxon Northumbria: Oswiu (rege, 655-671; anterior, rege în Bernicia, 643-655)
- Anglia, statul anglo-saxon East Anglia: Anna (rege, 636?-cca. 655) și Aethelhere (rege, cca. 655-656)
- Anglia, statul anglo-saxon Essex: Sigeberht al II-lea Sanctus (rege, cca. 652-cca. 660)
- Anglia, statul anglo-saxon Kent: Earconberht (rege, 640-664)
- Anglia, statul anglo-saxon Mercia: Penda (rege, 628/634-656; totodată, rege în Wessex, 645-648)
- Anglia, statul anglo-saxon Sussex: rege necunoscut
- Anglia, statul anglo-saxon Wessex: Cenwalh (rege, 643-645, 648-672)
- Benevento: Grimoald I (duce, 651-662; ulterior, rege al longobarzilor, 662-671)
- Bizanț: Constans al II-lea Pogonatul (împărat din dinastia Heraclizilor, 641-668)
- Francii din Austrasia: Sigibert al III-lea (rege din dinastia Merovingiană, 634-656)
- Francii din Neustria și Burgundia: Clovis al II-lea (rege din dinastia Merovingiană, 639-657)
- Friuli: Ago (duce, 651-663)
- Gruzia, statul Khartlia (Iberia): Adarnase al II-lea (patriciu, cca. 650-684/685)
- Longobarzii: Aripert I (rege din dinastia bavareză a Agilolfingilor, 653-661)
- Ravenna: Theodor I Calliopas (exarh, 643-cca. 645, 653-înainte de 666)
- Scoția, statul picților: Talorcen (Talorgan) (rege, 653-657)
- Scoția, statul celt Dalriada: Conall Crandomna și Dunchad mac Duban (regi, 650-660)
- Spoleto: Atto (duce, 650-665)
- Statul papal: Martin I (papă, 649-653/655) și Eugeniu I (papă, 655-657)
- Vizigoții: Recesvint (Receswinth) (rege, 653-672)

## Asia

### Orientul Apropiat
- Bizanț: Constans al II-lea Pogonatul (împărat din dinastia Heraclizilor, 641-668)
- Califatul arab: Usman ibn Affan (calif, 644-656)

### Orientul Îndepărtat
- Cambodgia, statul Tjampa: Vikrantavarman I (Prakasadharma) (rege din a patra dinastie, 653-686?)
- Cambodgia, statul Chenla: Jayavarman (rege, cca. 640-cca. 681)
- China: Gaozong (împărat din dinastia Tang, 650-683)
- Coreea, statul Koguryo: Pojang Chang (rege din dinastia Ko, 642-668)
- Coreea, statul Paekje: Uija (rege din dinastia Ko, 642-660)
- Coreea, statul Silla: Muryol (Ch'unch'u) (rege, 654-661)
- India, statul Chalukya: Vikramaditya I (Kokkuli Vikramaditya Prthivivallobha) (rege, 655-681)
- India, statul Chalukya răsăriteană: Jayasimha I (rege, 632-663)
- India, statul Pallava: Narasimhavarman I Simhavișnu Mahamalla (rege din a doua dinastie, 630-668)
- Japonia: Saimei (împărăteasă, 655-661)
- Kashmir: Pratapaditya al II-lea (Durlabhaka) (rege, 632-682)
- Nepal: Marendradeva (Nalingdibo) (rege din dinastia Thakuri, 643-657)
- Sri Lanka: Aggabodhi al IV-lea Sirisanghabodhi (rege din dinastia Silakala, 650-666)
- Tibet: Mang-srong Mang-bTsan (mang-song mang-tsen) (chos-rgyal, cca. 650-676/679)